# Église Sainte-Marie de Steyr
Pour les articles homonymes, voir église Sainte-Marie et Marienkirche.

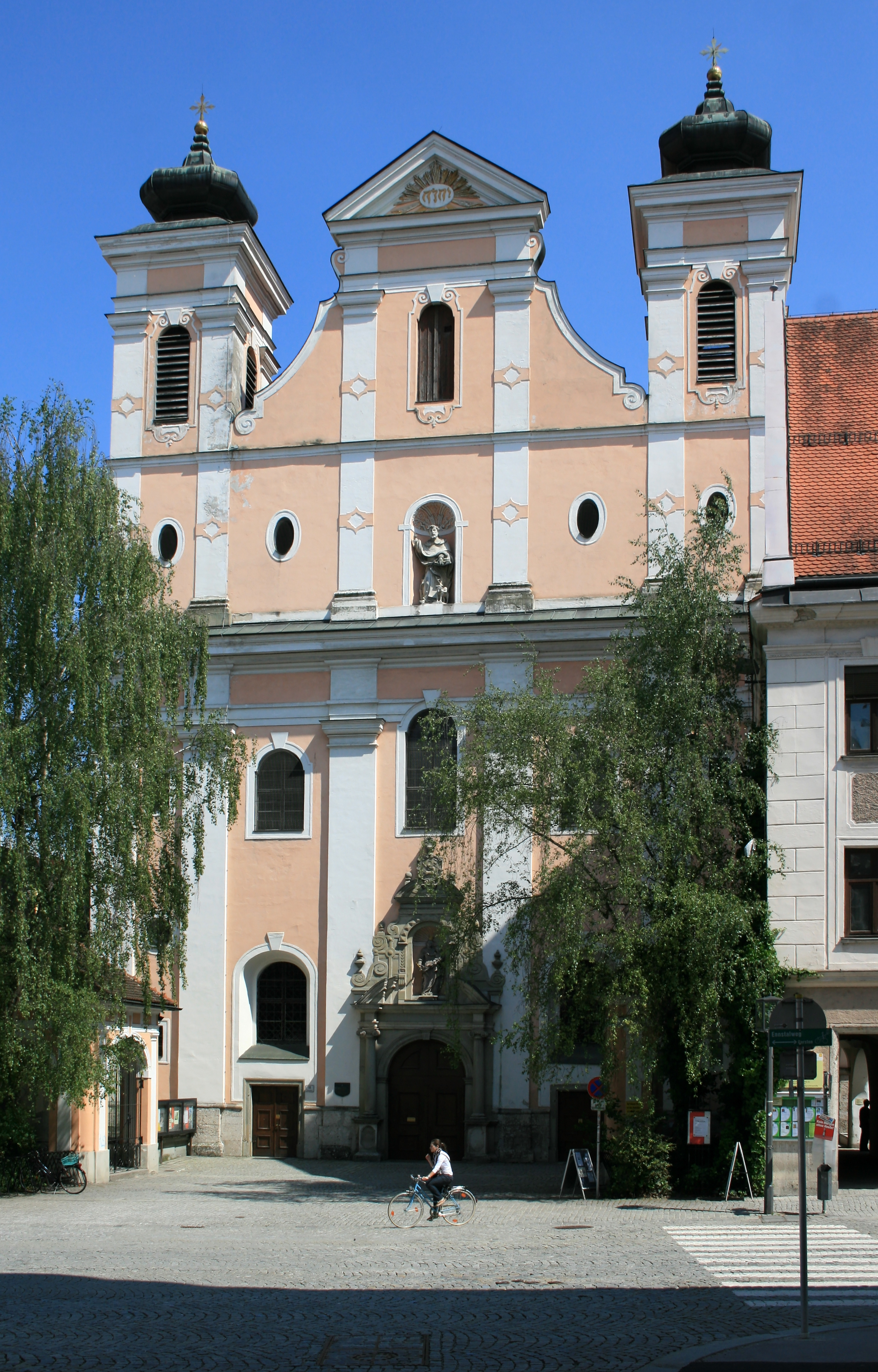
La façade de l'église Sainte-Marie

L’église Sainte-Marie (Marienkirche) est une église baroque, d'abord dominicaine, puis jésuite, située à Steyr en Haute-Autriche. Elle n'est pas église paroissiale, mais est utilisée pour les cérémonies de baptême, de mariage, etc.

## Histoire

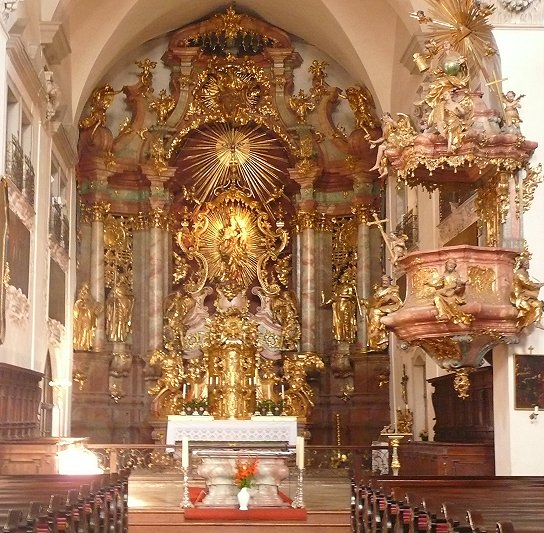
Le maître-autel et la chaire rococo

Les Dominicains de Krems fondent un couvent à Steyr en 1472 en achetant une maison à la famille de Losenstein dans la vieille ville. L'église est consacrée en 1478, mais le couvent et l'église sont détruits par un incendie en 1522. Les bourgeois de la ville demandent alors à l'empereur Ferdinand de les reconstruire.
Les bâtiments actuels sont construits par Hans Tanner entre 1641 et 1642 dans le style baroque, en s'inspirant de l'église Saint-Michel de Munich. On peut apercevoir les statues de la Vierge-Marie et de saint Dominique (en haut) sur la façade. L'intérieur de l'église est entièrement redécoré en style rococo entre 1774 et 1778.
Les Dominicains quittent leur couvent en 1865 et l'évêque du diocèse de Linz la confie aux Jésuites. Ceux-ci s'y installent jusqu'en 1911.
L'église a été restaurée entre 1975 et 1978.

## Sources
- Traduction partielle de l'article Wikipedia en allemand